# Брајервуд (Кентаки)
Брајервуд (енгл. Briarwood) град је у америчкој савезној држави Кентаки.

## Демографија
По попису из 2010. године број становника је 435, што је 119 (-21,5%) становника мање него 2000. године.
| Група             | 2000.       | 2010.       |
| Белци             | 503 (90,8%) | 381 (87,6%) |
| Афроамериканци    | 35 (6,3%)   | 19 (4,4%)   |
| Азијати           | 3 (0,5%)    | 0 (0,0%)    |
| Хиспаноамериканци | 6 (1,1%)    | 25 (5,7%)   |
| Укупно            | 554         | 435         |